# Constant Huysmans
Constantinus "Stan" Carolus Huysmans (Antwerpen, 11 oktober 1928 - Hoboken, 16 mei 2016) is een Belgisch voormalig voetballer die speelde als middenvelder. Hij voetbalde in Eerste klasse bij Beerschot VAC en speelde 22 interlands met het Belgisch voetbalelftal.

## Loopbaan
Huysmans debuteerde in 1946 op 17-jarige leeftijd als middenvelder in het eerste elftal van Beerschot VAC dat op dat moment actief was in Eerste klasse. Hij verwierf al snel een basisplaats in de ploeg die steeds in de middenmoot van de eindrangschikking eindigde in de hoogste afdeling. Huysmans bleef er voetballen tot in 1963 toen hij een punt zette achter zijn spelersloopbaan. In totaal speelde hij 378 wedstrijden in Eerste klasse en scoorde daarbij 47 doelpunten.
Tussen 1953 en 1959 werd Huysmans 24 maal geselecteerd voor het Belgische voetbalelftal. Hij speelde 22 wedstrijden met de nationale ploeg maar hij kon geen doelpunten scoren. Huysmans nam deel aan het Wereldkampioenschap voetbal 1954 in Zwitserland waar hij twee wedstrijden speelde.